# Marcin Lijewski

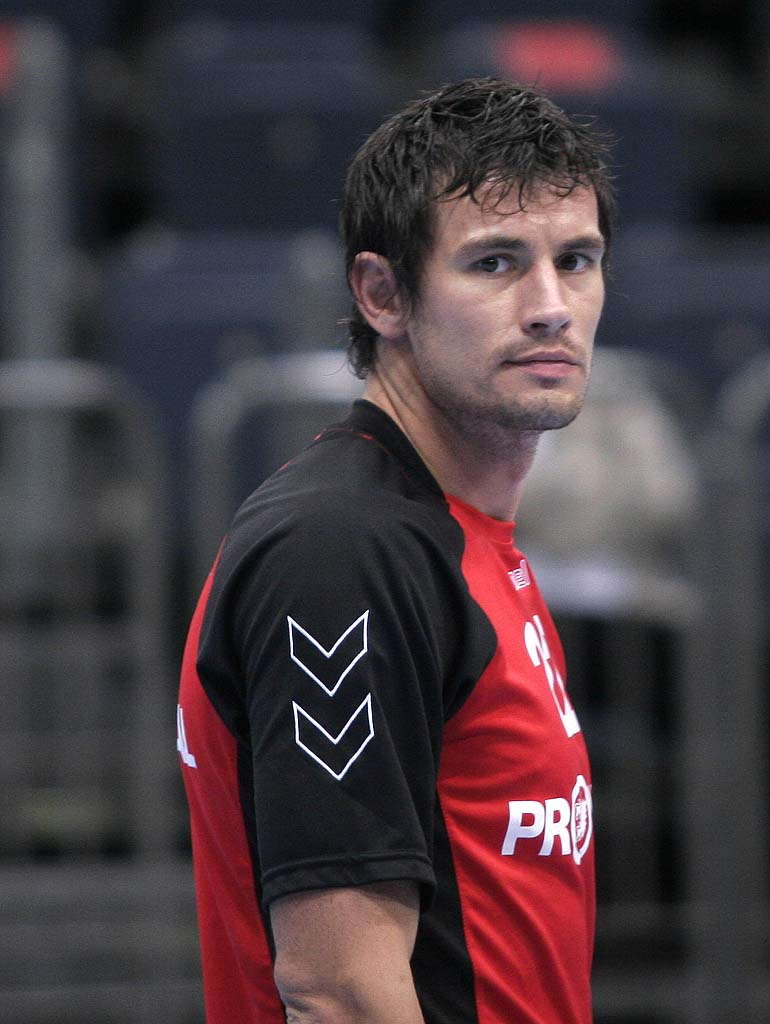
Marcin Lijewski

Marcin Lijewski (ur. 21 września 1977 w Krotoszynie) – polski piłkarz ręczny, występujący na pozycji prawego rozgrywającego, były reprezentant Polski i kapitan kadry narodowej, uczestnik igrzysk olimpijskich (Pekin 2008), wicemistrz świata z 2007 i brązowy medalista Mistrzostw Świata 2009. Brat Krzysztofa Lijewskiego. Od sezonu 2014/2015 zawodnik Wybrzeża Gdańsk. Od czerwca 2014 – wraz z Damianem Wleklakiem – członek duetu trenerskiego młodzieżowej reprezentacji Polski (jako trener współpracujący).
Jego córka Natalia gra zawodowo w siatkówkę.
Został członkiem honorowego komitetu poparcia Bronisława Komorowskiego przed wyborami prezydenckimi w Polsce w 2015 roku.
29 marca 2023 roku został nominowany na stanowisko selekcjonera reprezentacji Polski.

## Przebieg kariery

### Klubowa
Wychowanek Ostrovii Ostrów Wielkopolski. W 1996 został graczem Wybrzeża Gdańsk i w jego barwach zadebiutował w polskiej ekstraklasie oraz w europejskich pucharach (w tym w Lidze Mistrzów). Z klubem z Trójmiasta odniósł ponadto pierwsze znaczące sukcesy w sportowej karierze, dwukrotnie z rzędu (w sezonach 1999/2000 i 2000/2001), zdobywając tytuł mistrza Polski. Przed sezonem 2001/2002 przeszedł do Orlenu (Wisły) Płock, z którym wywalczył trzecie mistrzostwo kraju (2001/2002). 1 lipca 2002 został zawodnikiem SG Flensburg-Handewitt (SGFH), w niedługim czasie stając się jedną z gwiazd Bundesligi. Jako gracz tego klubu zdobył mistrzostwo Niemiec (sezon 2003/2004), trzy razy z rzędu (lata 2003–2005) Puchar DHB oraz dwukrotnie docierał do finału Ligi Mistrzów (sezony 2003/2004 i 2006/2007). W barwach SGFH wystąpił łącznie w 286 oficjalnych spotkaniach, zdobywając w nich 1138 goli. 1 lipca 2008 został wytransferowany do HSV Hamburg, z którym dwa razy z rzędu (sezony 2008/2009 i 2009/2010) zdobył mistrzostwo oraz superpuchar Niemiec. W roku 2010 – wywalczył wraz z zespołem krajowy puchar, a w sezonie 2008/2009 osiągnął półfinał Ligi Mistrzów. W sezonie 2012/2013 triumfował z HSV w Lidze Mistrzów. W lipcu 2013 wrócił do Polski i Superligi, podpisując kontrakt z Orlen Wisłą Płock. W sezonie 2013/2014 wywalczył wicemistrzostwo kraju, a po jego zakończeniu został graczem Wybrzeża Gdańsk, podpisując roczną umowę. W dniach od 29 listopada 2014 do 8 grudnia 2014, w barwach irańskiego Samen Al-Hojaj występował w 17. edycji Azjatyckiej Ligi Mistrzów, w której jego drużyna zajęła 6 miejsce.

### Reprezentacyjna
W kadrze narodowej zadebiutował mając 19 lat – 29 stycznia 1997 w wygranym 25:22 inauguracyjnym meczu preeliminacji do Mistrzostw Europy 1998 przeciwko Austrii w Kielcach. W latach 1997–2013 rozegrał 251 oficjalnych spotkań, zdobywając 711 bramek. W biało-czerwonych barwach wziął udział w 10 międzynarodowych imprezach rangi mistrzowskiej (IO, MŚ, ME). W 2007 wywalczył srebrny medal Mistrzostw Świata. W 10 spotkaniach tego turnieju strzelił 37 goli, zaliczając 24 asysty, dzięki czemu został wybrany do „Siódemki Gwiazd” MŚ 2007 na pozycji prawego rozgrywającego. 5 lutego 2007 został odznaczony przez prezydenta Lecha Kaczyńskiego Złotym Krzyżem Zasługi. W 2009 zdobył brązowy medal Mistrzostw Świata w Chorwacji. Na zakończenie turnieju ponownie został wybrany do „Siódemki Gwiazd”, jako najlepszy prawy rozgrywający (w 10 meczach strzelił 34 gole i zaliczył 25 asyst). Po Mistrzostwach Świata 2013 ogłosił zakończenie reprezentacyjnej kariery.

### Trenerska
Od 2017 do 13 marca 2019 był trenerem Wybrzeża Gdańska. Od początku sezonu 2019/2020 do 11 września 2022 r. pełnił funkcję trenera Górnika Zabrze. 29 marca 2023 został nowym trenerem reprezentacji Polski w piłce ręcznej mężczyzn. Awansował z Polską na Mistrzostwa Europy 2024, gdzie drużyna zajęła 16. miejsce, oraz na Mistrzostwa Świata 2025, na których drużyna zajełą 25 miejsce. Następnie, 25 lutego, ogłoszono, że przestał pełnić funkcję selekcjonera Polski.

## Sukcesy

### Klubowe
- 1999/2000:  Mistrzostwo Polski z Wybrzeżem Gdańsk
- 2000/2001:  Mistrzostwo Polski z Wybrzeżem Gdańsk
- 2001/2002:  Mistrzostwo Polski z Wisłą Płock
- 2003/2004:  Mistrzostwo Niemiec z SG Flensburg-Handewitt
- 2003/2004:  Puchar Niemiec z SG Flensburg-Handewitt
- 2004/2005:  Puchar Niemiec z SG Flensburg-Handewitt
- 2003/2004:  Srebrny medal Ligi Mistrzów z SG Flensburg-Handewitt
- 2006/2007:  Srebrny medal Ligi Mistrzów z SG Flensburg-Handewitt
- 2007/2008:  Wicemistrzostwo Niemiec z SG Flensburg-Handewitt
- 2008/2009:  Wicemistrzostwo Niemiec z HSV Hamburg
- 2009/2010:  Superpuchar Niemiec z HSV Hamburg
- 2009/2010:  Puchar Niemiec z HSV Hamburg
- 2009/2010:  Wicemistrzostwo Niemiec z HSV Hamburg
- 2010/2011:  Superpuchar Niemiec z HSV Hamburg
- 2010/2011:  Mistrzostwo Niemiec z HSV Hamburg
- 2012/2013:  Zwycięstwo w Lidze Mistrzów z HSV Hamburg
- 2013/2014:  Wicemistrzostwo Polski z Wisłą Płock

### Reprezentacyjne
- 2007:  Wicemistrzostwo Świata
- 2007:  Superpuchar Europy
- 2009:  Brązowy medal Mistrzostw Świata

### Trenerskie
Górnik Zabrze
- 3 miejsce Superligi 2019/2020

## Nagrody indywidualne
- Mistrzostwa Świata 2007: Najlepszy prawy rozgrywający
- Mistrzostwa Świata 2009: Najlepszy prawy rozgrywający